# Ernest Bloch
Ernest Bloch (Genf, 1880. július 24. – Portland (Oregon), 1959. július 15.) zsidó származású svájci-amerikai zeneszerző.

## A kezdetek
Bloch a legfiatalabb volt a három testvér közül. Édesapjának, Maurice-nak jól menő órásüzlete volt Genfben, és egyebek közt kakukkos órákat árult a turistáknak. Ő és felesége, Sophie 1901-ben elváltak. Az apa sok pénzt vesztett az akciós üzleteken és anyagilag nehéz helyzetbe kerültek.
Ernest Bloch kilencévesen kezdte el a hegedűtanulást, és Albert Goss keze alatt olyan gyors haladást ért el, hogy 1894 végén Émile Jaques-Dalcroze-nál, a genfi Konzervatórium professzoránál folytatta. Ez a kiváló tanár felfigyelt Bloch zeneszerzői tehetségére, zeneelméletre és zeneszerzésre kezdte oktatni, hegedűtanítását pedig Louis Etienne-Reyer vette át. Bár szülei ellenezték, a fiú 1896-ban Brüsszelbe ment tanulni a neves hegedűvirtuózhoz, Eugène Ysaÿe-hoz, akinél három éven át fejlesztette a tudását. Zeneszerzéstanára François Rasse lett, vele azonban nem volt elégedett, ezért 1899-ben Iwan Knorr-hoz, a Hoch'sches Konservatorium tanárához utazott Frankfurt am Mainba, két évvel később pedig Ludwig Thuilléhöz Münchenbe. Tanulmányait befejezve Párizsba ment, ahol találkozott Claude Debussyvel. 1903-ban, a Svájci-Német Zenei Fesztiválon lépett először a nyilvánosság elé a kompozícióival, a kritikusok azonban durván lehúzták. Egyikük egyenesen azt írta, hogy annak a felkapaszkodott fiatalnak, aki ilyen disszonáns és vad zenét komponál, egész életét börtönben kellene leélnie, kenyéren és vízen. Más állást nem találván, szülei üzletében kezdett dolgozni. Macbeth című operája, melynek librettóját Edmond Fleg írta és amelyen öt éven át dolgozott, sem hozta meg számára a várva várt sikert (a bemutató a párizsi Opéra-Comique-ban volt 1910. október 30-án.) Rövid koncertdirigensi aktivitás (Neuchâtel és Lausanne, 1909/10) után 1915-ig zeneesztétikát tanított a Genfi Zenei Konzervatóriumban (Conservatoire de Musique de Genève) Itt hallotta őt a későbbi neves karmester, Ernest Ansermet.
Bloch 1904. augusztus 13-án Genfben feleségül vette Margarethe (franciásan: Marguerite) Augusta Schneidert, egy hamburgi zongoraművésznőt (1963-ban hunyt el), akivel a Hoch'schen Schule falai között ismerkedett meg. Három gyermekük született: Ivan-Kolia nevű fiuk (1905. február 20.), akiből mérnök lett; lányuk, Susanne (1907. augusztus 9.), az egyetlen muzsikus: hárfát, lantot és zeneszerzést tanult a New York-i Juilliard Schoolban; végül Lucienne (1909. január 5.), aki festőművész (freskók) és fotográfus lett. Férjével, Stephen Pope Dimitroff-fal együtt segédkeztek Diego Riverának a Rockefeller Center később eltávolított falfestményének megalkotásában. Ő készítette egyébként az egyedüli fennmaradt fényképeket arról a freskóról. Jó barátságban volt Rivera feleségével, Frida Kahlóval, számos felvételt készített róla, melyek később a Kahlóról készült életrajzok alkotóelemeivé váltak.

## Amerikai évek

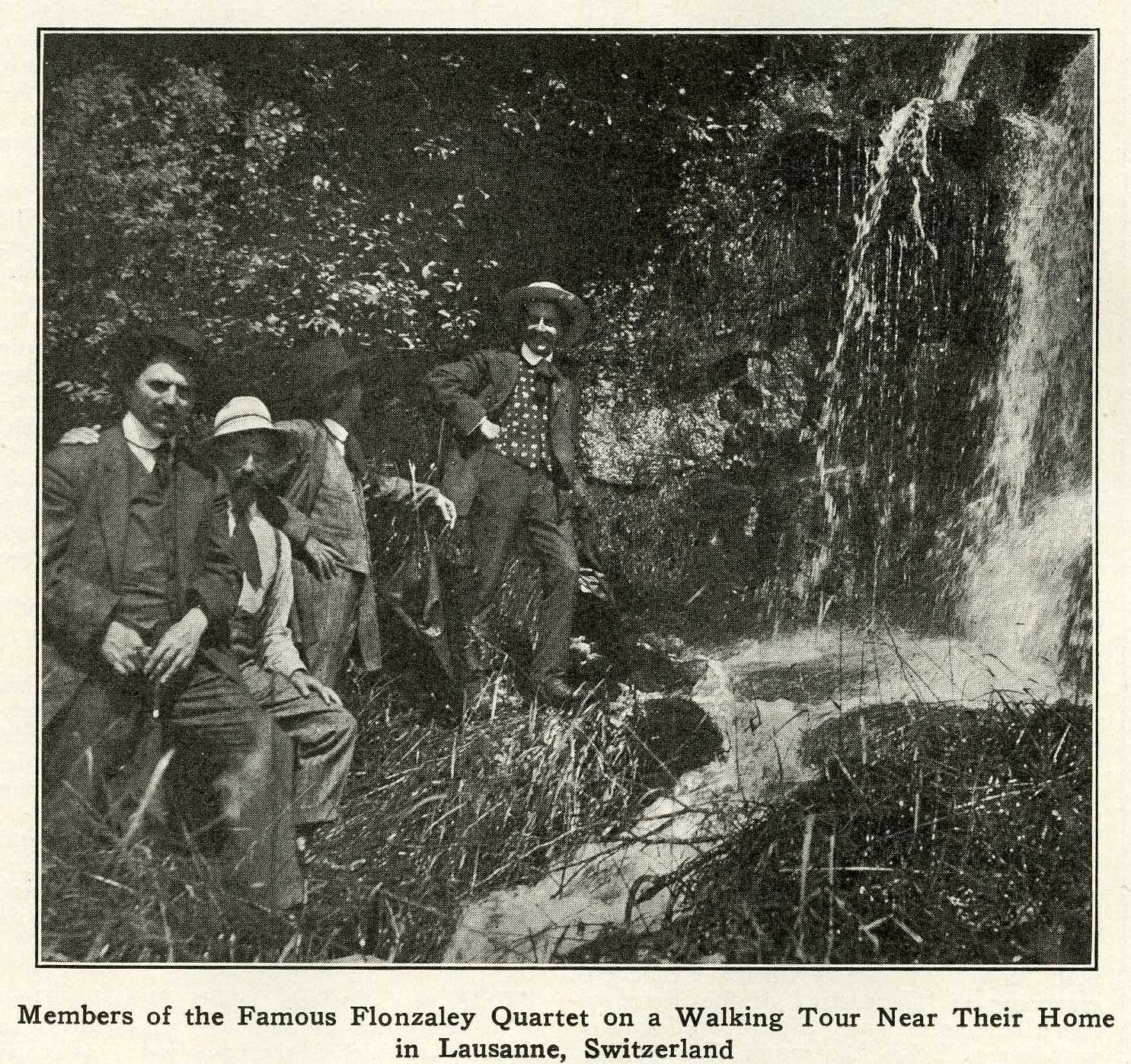
A Flonzaley Quartet tagjai egy svájci kiránduláson

1916-ban Maud Allan táncegyüttesének zenekarvezetője lett, akikkel 40 muzsikus és további hat táncos társaságában észak-amerikai turnéra utazott. Sajnos, a vendégszereplés nem volt igazán sikeres, így Bloch zátonyra futott Amerikában. 1916. december 29-én debütált vonósnégyesével, a még Svájcban alapított Flonzaley Quartet-tel a New York-i Aeolian Hallban, igen jó benyomásokat szerezve a hallgatóságnak. 1917-ben találkozott J.F.D. Lanier asszonnyal a Zenebarátok Társaságából (Society of Friends of Music), aki bőkezűen és önzetlenül a szárnyai alá vette. Mivel művei még ismeretlenek voltak Amerikában, Paul Rosenfeld 1917 februárjában cikket jelentetett meg róla „The music of Ernest Bloch” (Ernest Bloch zenéje) címmel, a következő hónapban pedig a The Seven Arts magazin igazgatója, Waldo Frank Bloch egyik írásának fordítását közölte „Man and his Music” címen. A fenyegető katasztrófa győzelemmé változott, amikor három jeles karmester - Karl Muck Bostonban, Arthur Bodanzsky New Yorkban és Leopold Stokowski Philadelphiában - műsorára tűzte „Trois Poèmes Juifs” (Három zsidó költemény: Danse, Rite és Cortege Funebre) című alkotását. 1917. június 7-én visszautazott Európába, majd október 19-én családjával együtt visszatért Amerikába. Elutazása előtt aláírt egy szerződést Rudolf Schirmerrel műveinek kiadásáról. 1917/18-ban és 1918/19-ben a The David Mannes Music School-ban (ma: Mannes College of Music) tanított. Ezt az iskolát 1916-ban alapította David Mannes, a New York Symphony Orchestra koncertmestere és felesége, Clara Mannes Damrosch (a méltán híres Walter Damrosch karmester-zeneszerző nővére) Ebben az iskolában 20 magántanítványa is volt, köztük Herbert Elwell, Roger Sessions, Frederick Jacobi és Ethel Leginska.
1919 nyarát családjával Peterborough-ban (New Hampshire), ahol Mrs. Arthur Johnson (Joanne Bird Shaw) nyári iskolát létesített (The Bird School), amelyen Bloch lányai is részt vettek. Ő maga pedig a zene ritmusban való megtestesülését oktatta, egykori genfi tanára, Emile Jaques-Dalcroze előtt tisztelegve. Ez új tapasztalatokat jelentett és sok örömmel járt együtt. A chicagói Francis Parker School is érdeklődött az új zenetanítási módszer iránt, F. M. McMurry pedig könyvet jelentetett meg róla.
1919-ben elnyerte Elizabeth-Sprague-Coolidge-díjat Brácsaszvitjével.„Zsidó” ciklusának bemutatásával (Trois Poèmes Juifs, Schelomo, Israel) megalapozta zeneszerzői hírnevét, így meghívták az akkor létesülő Cleveland Institute of Music zeneigazgatói posztjára, 1920. július 11-én. A csaknem 20 fős oktatói karban ott volt Nathan Fryer (zongora és kamarazene), Louis Edlin, a Cleveland Orchestra hangversenymestere és Victor de Gomez, az első csellista, továbbá Beryl Rubinstein (a későbbi igazgató) és Ruth Edwards a zongora tanszakon; André de Ribaupierre, (hegedű), Edwin Arthur Kraft, orgona); Jean Binet, aki az első New York-i Emile Jaques-Dalcroze-iskolát alapította, és ritmikus gimnasztikát és annak elméletét tanította, végül Bloch egykori tanítványa, Roger Sessions (zeneszerzés).
A hallgatókból zenekart és kórust is szervezett. Itt komponálta híres 1. zongorakvintettjét („Piano Quintet No. 1”). Tanítványainak kötelező volt részt venni a Clevelandi Szimfonikusok próbáin, hogy összhangzattani és ellenpont tanulmányaikhoz élményeket szerezzenek. 1922-től a nyári hónapokban öt mesterkurzust vezetett. Életre hívott egy művészeti népfőiskolát is, ahol előadásokat tartott „A muzsika egy muzsikus megvilágításában” címmel. 1924-ben komponált 2. hegedűszonátáját (alcíme: „Poème mystique”), André Ribaupierre-nek ajánlotta. Ez évben megszerezte az amerikai állampolgárságot is.
1926-ban Bloch a San Francisco Conservatory of Music tanára lett, és itt keletkeztek „Four Episodes for chamber orchestra (1926), „America: An Epic Rhapsody” (1927) és „Helvetia” (1929) című munkái. A Rhapsody-val a Musical America zenei versenyének 3.000 dolláros díját nyerte el, 1928-ban. Az öt nagy tekintélyű bíráló (köztük Leopold Stokowskival) egyhangúlag a legjobbnak ítélte a művet. 1929-ben a Victor Company zenei versenyén vett részt „The Mountains” – későbbi „Helvetia” - című kompozíciójával. 25.000 dolláros díjat nyert és végre szabadnak érezte magát.
A Rosalie és Jacob Stern házaspár (a férj és testvérei vitték tovább a Levi Strauss céget), akik nagyon kedvelték Blochot, igen bőkezű, több mint 50.000 dolláros alapítványt hoztak létre a számára, a University of California in Berkeley kezelésében. Tíz éven keresztül évi 5.000 dollárt kapott ebből az alapból. Minden oktatási kötelezettsége alól felszabadult és teljesen a zeneszerzésnek szentelhette magát. Így nem volt többé helyhez kötve sem: elhatározta, hogy visszautazik Svájcba. 1930-ban a Ticino kantonbeli Roveredóban telepedett le, a svájci-olasz Alpokban.

## Művészete
Bloch korai műveit, mint például Macbeth című operáját is (1910) egyaránt befolyásolta a Richard Strauss-i késő romantika és Claude Debussy impresszionizmusa. Érett műveit, köztük a leghíresebb darabjait gyakran a zsidó népzene inspirálta. Ezek közé tartozik a Schelomo csellóra és zenekarra (1916), az Israel Symphony (1916), a Baal Shem hegedűre és zongorára (1923), valamint a Avodath Hakodesch baritonra, kórusra, és zenekarra (1933). Szintén az érett periódus termése a Hegedűverseny Szigeti Józsefnek szóló ajánlással, illetve az America: An Epic Rhapsody kórusra és zenekarra.
A második világháború utáni művek nagy stílusbeli változatosságot mutatnak, jóllehet Bloch alapvetően romantikus maradt. Némelyik mű, mint például a Suite hébraïque (Héber szvit, 1951) a zsidó örökség folytatása, míg a mások, mint például a 2. concerto grosso a szerzőnek a neoklasszicizmus iránti érdeklődéséről tanúskodnak. Azonban a harmóniai nyelv továbbra is romantikus, csak a forma barokk. A késői vonósnégyesek már atonális jegyeket is mutatnak.
Jóllehet Bloch már életében ünnepelt zeneszerző volt, elsősorban az Egyesült Államokban (követői a Bach, Beethoven és Brahms utáni negyedik „B”-nek tartják), művei Európában nagyon feledésbe merültek. Az 1930-as években Bloch koncertezett Angliában. 1949-ben mutatták be az edinburghi fesztiválon zongorára és zenekarra írt szimfonikus concertóját (Concerto Symphonique), és ugyanabban az évben ő maga vezényelte a „Schelomó”t, Zara Nelsova csellóművésszel illetve az „Avodath Hakodesch”-t Aron Rothmüller baritonénekessel, a London Philharmonic Orchestra és kórus élén, a Royal Albert Hallban.
Bloch 1897-ben, még hegedűtanulmányai idején kezdett el fényképeket készíteni önkioldós gépével, és élete során több mint 6.000 negatívot és mintegy 2.000 fotót alkotott. A gyűjteményt Lucienne, Bloch lánya őrizte meg, és Eric Johnson munkájának köszönhető, hogy ma a szélesebb nyilvánosság is találkozhat velük. Az óriási kollekciót 1978-ban a tucsoni (Arizona) Center for Creative Photography szerezte meg és archiválta. 105 db fekete-fehér fotót, melyek az 1896-1937 közötti időszakban készültek, Johnson átadott a Library of Congressnek. 2011-ben pedig Johnson 40 fotót állított ki a portlandi Zsidó Múzeumban.
1941-ben feleségével az oregoni Agate Beachbe költözött, mivel az oregoni hegyek és erdők Svájcra, a hazájára emlékeztették.
Ernest Bloch sok szenvedés után, 1959-ben, egy portlandi kórházban halt meg, rákban. Hamvait Agate Beachnél a tengerbe szórták.
Művészetét és egész személyiségét jól jellemzik szavai:

„A szellemi értékek soha nem halnak meg: az egyetemes eszméknek győzedelmeskedniök kell. Ez a létfontosságú gondolat hatotta át az egész életemet és műveim legtöbbjét. Végső hitem és bizodalmam az emberiség egysége, az egyébként meglévő faji értékek és különbözőségek ellenére. Hiszem, hogy – ha késik is – igazság lesz a Földön, és hiszem minden ember jogát a méltó, hasznos élethez, hogy azt tudja nyújtani a közösségnek, amit adottságaihoz és erejéhez mérten adni tud.”

## Kitüntetések és elismerések
Bővebben: Ernest Bloch öröksége. Archiválva 2014. április 18-i dátummal a Wayback Machine-ben Hozzáférés: 2014-02-18.
- Coolidge Prize (Suite for Viola and Piano) - 1919
- Carolyn Beebe Prize (Four Episodes for Chamber Orchestra) - 1927
- Musical America (America: An Epic Rhapsody) - 1928
- RCA Victor Award (Helvetia)- 1929
- A római Accademia Nazionale di Santa Cecilia tiszteletbeli tagja - 1929
- Gold Medal in Music az American Academy of Arts and Letters (Amerikai Művészeti és Irodalmi Akadémia) által adományozva – 1947
- Stephen Wise Award – 1952
- Music Critics Circle of New York City - 1954
- National Jewish Welfare Board’s Frank L. Weil Award[24] - 1956
- Brandeis Creative Arts Award - 1956
- Henry Hadley Medal – 1957, amelyet a „National Association of Composers and Conductors” (Zeneszerzők és Karmesterek Nemzeti Szövetsége) ítélt oda
- Linfield College: díszdoktori cím - 1948
- Brandeis University: díszdoktori cím – 1955
- Reed College: doktori cím - 1955
- A Université de Berkeley professor emeritusa - 1952[25]

1937 májusában nem kisebb személyiségek alapították meg Angliában a tiszteletére az Ernest Bloch Societyt, mint Albert Einstein, Sir Thomas Beecham, Serge Koussevitzky, Havelock Ellis, Romain Rolland, Sir Donald Francis Tovey és Bruno Walter, aki egy ideig a Társaság igazgatója is volt.

## Kották
- Bloch, Ernest. International Music Score Library Project. (Hozzáférés: 2019. május 17.)

## Műveinek jegyzéke
- Werke von Ernest Bloch
- List of Works by Style Archiválva 2013. szeptember 11-i dátummal a Wayback Machine-ben

## Fordítás
- Ez a szócikk részben vagy egészben  az   Ernest Bloch című német Wikipédia-szócikk ezen változatának fordításán alapul.  Az eredeti cikk szerkesztőit annak laptörténete sorolja fel. Ez a jelzés csupán a megfogalmazás eredetét és a szerzői jogokat jelzi, nem szolgál a cikkben szereplő információk forrásmegjelöléseként.